# The Poet (film, 1998)
Pour les articles homonymes, voir The Poet.
Pour plus de détails, voir Fiche technique et Distribution.
The Poet (Gu cheng bielian) est un film hong-kongais réalisé par Casey Chan, sorti en 1998.

## Synopsis
Gu Cheng, poète chinois contemporain, émigre en Nouvelle-Zélande avec sa femme Reimi, ainsi que sa maîtresse Ching, à une époque où face à une économie en pleine expansion, les idéologies culturelles et artistiques piétinent. Il lui fallait choisir entre rester en Chine et se battre pour le « nouveau mouvement culturel et artistique », ou s'expatrier avec sa famille. Il finit par opter pour la deuxième solution. Malheureusement, rien ne se déroula comme il l'avait prévu.

## Fiche technique
- Titre : The Poet
- Titre original : Gu cheng bielian (顧城別戀)
- Réalisation : Casey Chan
- Scénario : Lau Tin-Chi
- Production : Casey Chan
- Musique : Kenneth Fong
- Photographie : Poon Hang-Sang
- Montage : Marco Mak
- Pays d'origine : Hong Kong
- Format : Couleurs - 1,85:1 - Dolby Digital - 35 mm
- Genre : Drame, romance
- Durée : 115 minutes
- Dates de sortie : 18 septembre 1998 (festival du film de Toronto), 8 octobre 1998 (Hong Kong)

## Distribution
- Stephen Fung : Gu Cheng
- Theresa Lee : Reimi
- Ayako Morino : Ching